# یانگ لیو (بوکسور)
یانگ لیو (انگلیسی: Yang Liu؛ زادهٔ ۲۰ مهٔ ۱۹۹۲) بوکسور زن اهل چین است.